# 산타마리아델몰리세
산타마리아델몰리세(이탈리아어: Santa Maria del Molise)는 이탈리아 몰리세주 이세르니아도의 코무네다.